# Torcheville
Torcheville település Franciaországban, Moselle megyében. Lakosainak száma 117 fő (2022. január 1.). Torcheville Albestroff, Guinzeling, Lhor, Molring, Munster és Nébing községekkel határos.

## Népesség
A település népessége az elmúlt években az alábbi módon változott:
| Lakosok száma | 127  | 118  | 116  | 110  | 113  | 115  | 118  | 118  | 117  |
|               | 2013 | 2015 | 2016 | 2017 | 2018 | 2019 | 2020 | 2021 | 2022 |